# 比利亚维西奥萨-德奥东
比利亚维西奥萨-德奥东，是西班牙马德里自治区的一个市镇。总面积68平方公里，总人口22564人（2001年），人口密度332人/平方公里。